# Ectopleura sacculifera
Ectopleura sacculifera is een hydroïdpoliep uit de familie Tubulariidae. De poliep komt uit het geslacht Ectopleura. Ectopleura sacculifera werd in 1957 voor het eerst wetenschappelijk beschreven door Kramp. 